# Meovv
Meovv (koreanisch: 미야오) ist eine südkoreanische Girlgroup, die von The Black Label gegründet wurde. Die Gruppe besteht aus fünf Mitgliedern: Sooin, Gawon, Anna, Narin und Ella. Ihr Debüt gaben sie am 6. September 2024.

## Geschichte

### 2024: Vor dem offiziellen Debüt
Die meisten Mitglieder von Meovv hatten vor ihrem Eintritt bei The Black Label Erfahrung in Bereichen wie Unterhaltung, Modeln, Musik und Tanz. Ella Gross war bereits als Kind in der Modebranche aktiv. Gawon war früher Praktikant bei YG Entertainment und arbeitete auch als Model. Das japanische Mitglied Anna Tanaka war von 2019 bis 2021 Exklusivmodel für Seventeen Japan.

### 2024–heute: Debüt
Im März 2024 kündigte The Black Label die Gründung einer neuen Girlgroup für das erste Halbjahr an. Der Name „Meovv“ wurde als Marke registriert. Am 16. August startete das Unternehmen offizielle Social-Media-Kanäle und veröffentlichte erste Trailer zur Gruppe.
Am 19. August wurde ein Teaser veröffentlicht, gefolgt von der Vorstellung der Mitglieder: Ella Gross (21. August), Gawon (23. August), Sooin (25. August), Anna (27. August) und Narin (29. August). Am 4. September 2024 wurde die erste digitale Single „Meow“ angekündigt und am 6. September mit Musikvideo veröffentlicht.
Die zweite Single „Toxic“ erschien am 18. November. Am 14. April 2025 wurde die erste EP der Gruppe mit dem Titel My Eyes Open VVide angekündigt. Der Song „Hands Up“ wurde am 28. April vorab veröffentlicht und brachte der Gruppe am 8. Mai einen Auftritt bei M Countdown ein. Die EP erschien am 12. Mai zusammen mit der Lead-Single „Drop Top“.
Im Februar 2025 wurde Meovv zum Markenbotschafter der Beauty-Marke L'Oréal Paris gewählt.

## Mitglieder
| Pseudonym | Pseudonym | Geburtsname            | Geburtstag        |
| --------- | --------- | ---------------------- | ----------------- |
| Sooin     | 수인      | Kim Soo-in (김수인)    | 12. April 2005    |
| Gawon     | 가원      | Lee Ga-won (이가원)    | 27. April 2005    |
| Anna      | 안나      | Tanaka Anna (田中杏奈) | 17. November 2005 |
| Narin     | 나린      | Na Rin (나린)          | 15. August 2007   |
| Ella      | 엘라      | Ella McKenzie Gross    | 1. Dezember 2008  |

## Diskografie

### EPs
| Jahr | Titel Musiklabel                   | Höchstplatzierung, Gesamtwochen, AuszeichnungChartplatzierungen (Jahr, Titel, Musiklabel, Platzierungen, Wochen, Auszeichnungen, Anmerkungen) | Höchstplatzierung, Gesamtwochen, AuszeichnungChartplatzierungen (Jahr, Titel, Musiklabel, Platzierungen, Wochen, Auszeichnungen, Anmerkungen) | Anmerkungen                        |
| Jahr | Titel Musiklabel                   | KR | JP | Anmerkungen                        |
| ---- | ---------------------------------- | --- | --- | ---------------------------------- |
| 2025 | My Eyes Open VVide The Black Label | KR4 (… Wo.)KR | JP50 (4 Wo.)JP | Erstveröffentlichung: 12. Mai 2025 |

### Singles
| Jahr | Titel Album                 | Höchstplatzierung, Gesamtwochen, AuszeichnungChartsChartplatzierungen (Jahr, Titel, Album, Platzierungen, Wochen, Auszeichnungen, Anmerkungen) | Anmerkungen                             |
| Jahr | Titel Album                 | KR | Anmerkungen                             |
| ---- | --------------------------- | --- | --------------------------------------- |
| 2024 | Meow My Eyes Open VVide     | KR30 (12 Wo.)KR | Erstveröffentlichung: 6. September 2024 |
| 2024 | Toxic My Eyes Open VVide    | KR190 (1 Wo.)KR | Erstveröffentlichung: 18. November 2024 |
| 2024 | Body My Eyes Open VVide     | — | Erstveröffentlichung: 18. November 2024 |
| 2025 | Hands Up My Eyes Open VVide | KR12 (… Wo.)KR | Erstveröffentlichung: 28. April 2025    |
| 2025 | Drop Top My Eyes Open VVide | KR95 (3 Wo.)KR | Erstveröffentlichung: 12. Mai 2025      |